# Remifentanil
Remifentanil ist ein extrem kurzwirksames, hochpotentes  Opioid, das insbesondere in der Anästhesie Anwendung findet.

## Pharmakologie
Remifentanil ist ein reiner µ-Agonist mit einer relativen Potenz von 200 (zur Referenzsubstanz Morphin). Zum Wirkspektrum gehören die typischen Opioidwirkungen wie Analgesie, Miosis und besonders ausgeprägt die Sedierung und Atemdepression, weshalb ein sicherer Umgang mit diesem Opioid nur unter klinischen Bedingungen gewährleistet ist. Der Abbau erfolgt organunabhängig durch unspezifische Esterasen, daher ist eine Dosisanpassung bei Leber- oder Nierenfunktionseinschränkung nicht notwendig. Es wird zu 98 % durch Hydrolyse der Esterbindung und zu 2 % durch N-Dealkylierung abgebaut; die entstehenden Verbindungen haben praktisch keine opioide Wirkung mehr. Die Halbwertszeit des Remifentanils wird mit sechs Minuten oder weniger angegeben.

## Anwendungsgebiete
Remifentanil wird vor allem im Rahmen der totalen intravenösen Anästhesie (TIVA) eingesetzt, meist in Kombination mit Propofol. Aufgrund der kurzen terminalen Eliminationshalbwertzeit von nur 12–30 Minuten wird Remifentanil meist kontinuierlich z. B. über eine Spritzenpumpe zugeführt. Es kommt daher auch kaum zur Kumulation im Fettgewebe; Wirkungsüberhänge sind sehr unwahrscheinlich. Die hierdurch ermöglichte sehr gute Steuerbarkeit hat zu einer weiten Verbreitung, speziell in der ambulanten Anästhesie, beigetragen. Daneben kann es unter entsprechender Überwachung als kurzwirksames Monoanalgetikum bei weniger schmerzhaften Maßnahmen (z. B. Lithotripsie) genutzt werden. Die kurze und gleichbleibende kontextsensitive Halbwertszeit der Substanz führt allerdings auch dazu, dass kurz nach Beendigung der Zufuhr keine Analgesie mehr besteht und zusätzlich, abhängig von der Schmerzintensität, ein weiteres Analgetikum gegeben werden muss.

## Besonderheiten
Die Dosierung von Remifentanil muss dem Alter angepasst werden. Deutliche Blutdruck- und Herzfrequenzabfälle sind insbesondere bei höheren Dosierungen und in wenig schmerzhaften Operations-Phasen beschrieben worden.
In einer Studie mit sechzig intensivmedizinisch behandelten Patienten konnte keine Überlegenheit von Remifentanil versus Fentanyl bezüglich Schmerzreduktion, Behandlungs- und Beatmungsdauer nachgewiesen werden. Laut Fachinformation liegen keine Untersuchungen für Remifentanil bei einer Anwendungsdauer von mehr als drei Tagen vor. Infolgedessen wird eine Anwendung über diesen Zeitraum nicht empfohlen.

## Handelsnamen
Remifentanil wird seit 1996 in Deutschland, Österreich und der Schweiz u. a. unter dem Handelsnamen Ultiva von GlaxoSmithKline vertrieben. Das Patent lief am 10. September 2017 aus und ermöglichte den Markteintritt von Generika, die mittlerweile z. B. von Fresenius Kabi auch angeboten werden.

## Rechtsstatus in Deutschland
Remifentanil ist in der Bundesrepublik Deutschland aufgrund seiner Aufführung in der Anlage 3 BtMG ein verkehrsfähiges und verschreibungsfähiges Betäubungsmittel. Der Umgang damit ohne Erlaubnis oder Verschreibung ist grundsätzlich strafbar. Weitere Informationen sind im Hauptartikel Betäubungsmittelrecht in Deutschland zu finden.